# Kroktjärnen, Dalsland
Kroktjärnen är en sjö i Aremarks kommun i Østfold och Dals-Eds kommun i Dalsland och ingår i Göta älvs huvudavrinningsområde. Sjön har en area på 0,0741 kvadratkilometer och ligger 158,5 meter över havet.

## Delavrinningsområde
Kroktjärnen ingår i det delavrinningsområde (656676-126993) som SMHI kallar för Utloppet av Sämsjön. Medelhöjden är 161 meter över havet och ytan är 3,84 kvadratkilometer. Räknas de 2 avrinningsområdena uppströms in blir den ackumulerade arean 12,09 kvadratkilometer. Nolbyälven som avvattnar avrinningsområdet har biflödesordning 4, vilket innebär att vattnet flödar genom totalt 4 vattendrag innan det når havet efter 284 kilometer. Avrinningsområdet består mestadels av skog (83 procent). Avrinningsområdet har 0,33 kvadratkilometer vattenytor vilket ger det en sjöprocent på 8,7 procent.